# Unidad motora
La unidad motora es la unidad básica de contracción del músculo esquelético y está conformada por un grupo de fibras musculares y la motoneurona que las inerva. 

Se ha calculado que, en promedio hay entre ochenta y cien fibras musculares por cada unidad motora. No obstante, en músculos pequeños con reacción rápida y necesidad de control más exacta —como en los músculos laríngeos— hay una mayor cantidad de fibras nerviosas por una menor de musculares. En contraste, los músculos grandes, que no requieren de control fino —como el músculo sóleo—, pueden involucrar grandes cantidades de fibras musculares en cada unidad motora.
En este sentido, según Silverthorn, los músculos de acciones finas, como los de los ojos o la mano, tienen unidades motoras con tres a cinco fibras musculares. En los músculos de acciones gruesas, como la bipedestación, puede haber cientos o miles de fibras en las unidades, como el gastrocnemio, que tiene hasta 2000 fibras. El potencial de acción normal de las unidades tiene una duración de 7 a 13 milisegundos y una amplitud de 100 microvoltios a 10 milivoltios. Su fuerza depende del tamaño y número de fibras musculares activadas. A su vez, la fuerza de producción de un músculo depende del tipo y número de unidades motoras reclutadas durante una contracción.
Ante un potencial de acción, se contraen todas las fibras musculares de una determinada unidad motora. El reclutamiento de unidades es progresiva de más pequeñas a más grandes hasta que se alcanza la fuerza deseada. Las fibras de las unidades son del mismo tipo, por lo que existen unidades de contracción rápida y otras de contracción lenta. Se pueden dividir en tres categorías: unidades motoras lentas —para contracción muscular sostenida, como mantener una postura erguida—, unidades motoras rápidas y fatigables —para esfuerzos breves que requieren gran fuerza, como correr— y unidades motoras y resistentes a la fatiga —con características intermedias entre las dos anteriores; son más resistentes a la fatiga que las rápidas y producen el doble de fuerza que las lentas—.